# Synsiphonium liouvilli
Synsiphonium liouvilli is een platworm (Platyhelminthes). De worm is tweeslachtig. De soort leeft in het zoute water.
Het geslacht Synsiphonium, waarin de platworm wordt geplaatst, wordt tot de familie Bdellouridae gerekend. De wetenschappelijke naam van de soort werd voor het eerst geldig gepubliceerd in 1911 door Hallez.